# War Hospital
War Hospital est un jeu vidéo de stratégie de 2024, développé par Brave Lamb Studio et édité par Nacon. Les joueurs gèrent un hôpital britannique pendant la Première Guerre mondiale.

## Système de jeu
Les joueurs gèrent un hôpital de campagne britannique isolé en Belgique pendant la Première Guerre mondiale. War Hospital est un jeu de stratégie dans lequel les joueurs doivent effectuer un tri, garder le moral et se défendre contre les attaques allemandes. Si le moral chute trop bas, ils sont remplacés et perdent la partie. La perte de patients et la famine entraînent une perte morale. Le moral peut être amélioré en augmentant les rations et en renvoyant chez eux les soldats récupérés. Alternativement, les soldats qui retournent dans les tranchées peuvent aider à défendre l'hôpital, et les soldats envoyés au quartier général allié fournissent les ressources nécessaires à la modernisation de l'hôpital. Des mises à niveau peuvent également être effectuées après avoir terminé des missions. Lorsque les approvisionnements s'épuisent, les joueurs peuvent se contenter de demi-rations ou s'approvisionner auprès des locaux, ce qui réduit le moral. Les ingénieurs peuvent produire de la nourriture, fabriquer des médicaments ou moderniser l’hôpital, mais ils ne peuvent effectuer qu’une seule tâche à la fois.

## Développement
Brave Lamb Studio, un studio de jeux vidéo polonais, s'est inspiré des récits de chirurgiens de la Première Guerre mondiale, qui affirmaient que les décisions constamment difficiles les rendaient désensibilisés. Le jeu tente de reproduire cela en fournissant des informations biographiques sur les patients afin d'inciter les joueurs à se soucier de les sauver, même s'ils n'ont pas les ressources pour le faire. Nacon a sorti War Hospital pour Windows, PlayStation 5 et Xbox Series le 11 janvier 2024.

## Accueil
War Hospital a reçu des critiques mitigées sur Metacritic. PC Gamer a salué l'accent mis sur le fait de sauver des vies pendant une guerre plutôt que de tuer des gens. Bien qu'ils aient apprécié le gameplay et les moments d'émotion, ils ont estimé que les aspects de gestion étaient "un peu maladroits et inélégants". Tech Radar aimait l'ambiguïté morale et les choix difficiles inhérents au triage, mais ils ont critiqué War Hospital pour ses bugs occasionnels et son manque de sauvegarde automatique. Bien qu'ils aient déclaré que le jeu réussissait à atteindre son objectif de faire en sorte que les joueurs se sentent dépassés et impuissants, Sports Illustrated l'a trouvé "assez répétitif" et "trop punitif".